# ISO 3166-2:TO
ISO 3166-2:TO – kody ISO 3166-2 dla Tonga.
Kody ISO 3166-2 to część standardu ISO 3166 publikowanego przez Międzynarodową Organizację Normalizacyjną. Kody te są przypisywane głównym jednostkom podziału administracyjnego, takim jak np. województwa czy stany, każdego kraju posiadającego kod w standardzie ISO 3166-1. 
Aktualnie (2017) dla Tonga zdefiniowano kody dla 5 grup wysp.
Pierwsza część oznaczenia to kod Tonga zgodnie z ISO 3166-1, natomiast druga część oznaczenia znajdująca się po myślniku to dwucyfrowy kod jednostki administracyjnej.

## Kody ISO
| Kod ISO | Nazwa jednostki administracyjnej | Rodzaj jednostki administracyjnej |
| ------- | -------------------------------- | --------------------------------- |
| TO-01   | ʻEua                             | grupa wysp                        |
| TO-02   | Haʻapai                          | grupa wysp                        |
| TO-03   | Ongo Niua                        | grupa wysp                        |
| TO-04   | Tongatapu                        | grupa wysp                        |
| TO-05   | Vavaʻu                           | grupa wysp                        |